# Prat de Bouc - Haute Planèze
Le domaine nordique Prat de Bouc - Haute Planèze se situe dans les monts du Cantal, en Auvergne-Rhône-Alpes. C'est le plus important domaine nordique du Cantal.

## Géographie et accès
Le domaine de Vignette pour ski de fond, est implantée au cœur du parc régional des volcans d’Auvergne dans le département du Cantal, sur le versant Sud des Monts du Cantal. Il se divise en deux parties non-reliées :
- le secteur de Prat-de-Bouc (Albepierre-Bredons, Laveissenet et Valuéjols) accessible depuis le col de Prat-de-Bouc et le Ché
- le secteur de Cézens

Les 18 pistes sont tracées en classique et skating ; elles sont sécurisées quotidiennement.

## Le domaine

### Station de Prat de Bouc / Le Ché / Cézens

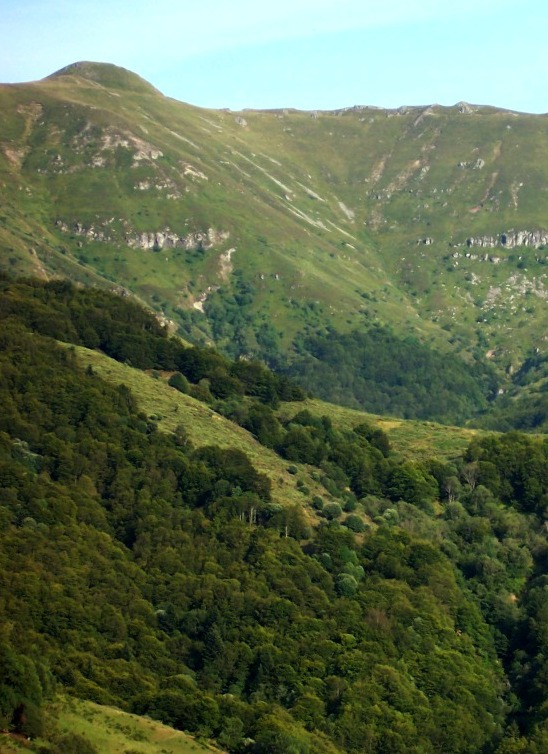
Le Plomb du Cantal (1885 m), deuxième sommet le plus haut du Massif central, domine le secteur de Prat-de-Bouc.

Les pistes varient de 1236 à 1670 mètres d'altitude sur le flanc est du Plomb du Cantal, le plateau basaltique de la Haute Planèze et dans la forêt domaniale de Murat.
Secteur de Prat de Bouc
Côté du Plomb du Cantal :
Nordic Park 0,5 km
Pitchoune verte 1 km
Le Lagnon verte 2,4 km
La Martynette bleue 2,8 km
Les Prés Marty bleue 3,8 km
Alfred Jacomis noire 5,5 km
Le Puy du Rocher rouge 6,7 km
Un espace igloo et un espace luge au départ du domaine nordique.
Côté forêt / Puy de Prat-de-Bouc :
Le Bois du Roy verte 2 km
Pas de Bœuf bleue 3,8 km
La Montagnoune rouge 7 km
La Piste forestière rouge 7.7 km
Voie blanche des plateaux rouge 8,2 km
Secteur le Ché :
Les Rodes verte 3 km
Les Mouthes bleue 4,6 km
Les Biches rouge 7,6 km
Secteur de Cézens :
Bambi verte 1,1 km
Bois du Succal verte 2,5 km
Les écureuils verte 1,2 km
Bois de Lavergne bleue 7,6 km
Le site de Prat-de-Bouc propose d'autres activités comme le ski alpin avec 14 pistes (3  vertes, 4 bleues et 7 rouges  sur l'espace Plomb du Cantal) ,   ski de montagne, les chiens de traîneaux, le biathlon, la luge , pulka et le ski de randonnée nordique.

### Secteur du Lioran

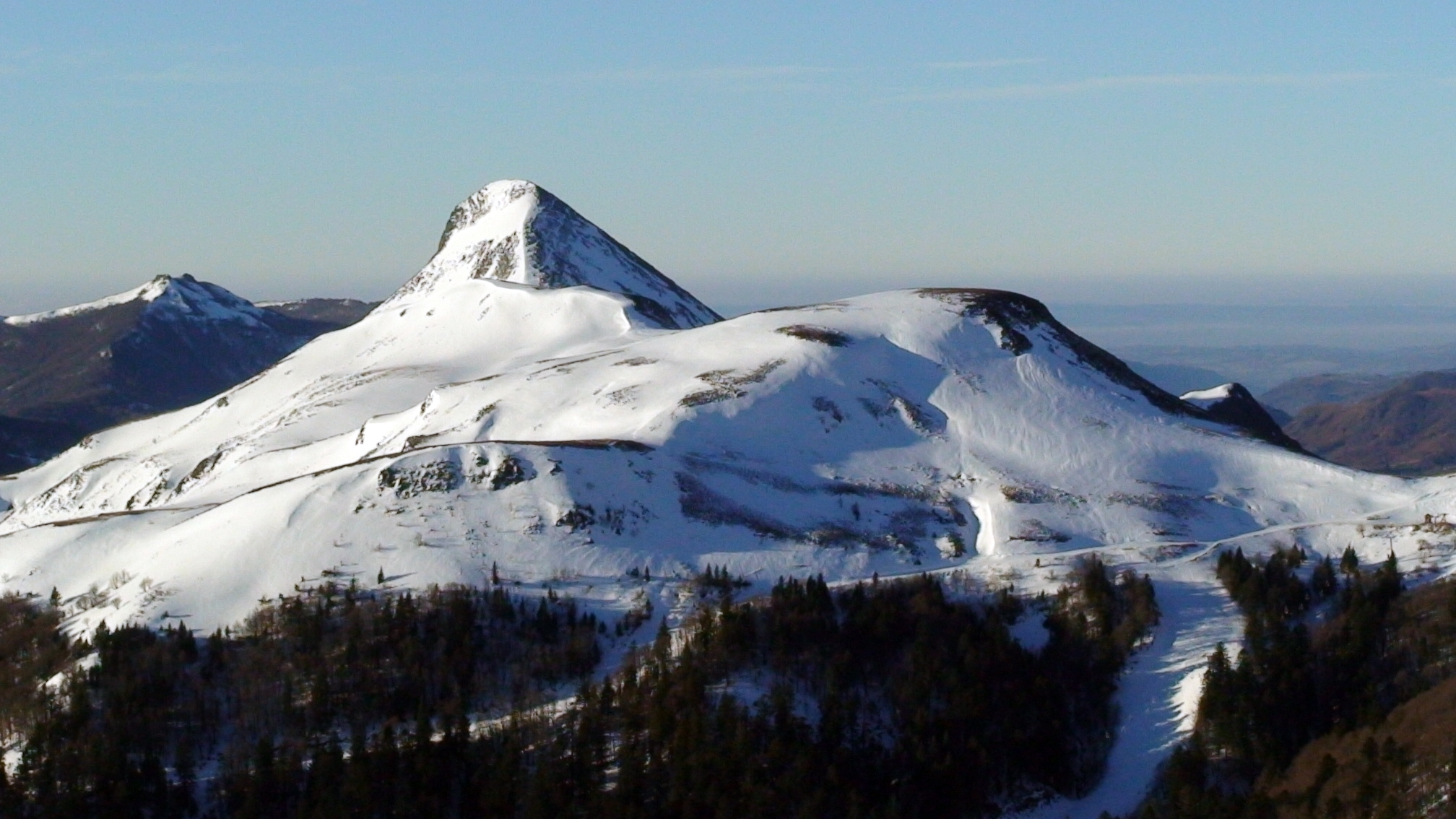
Le puy Griou surplombe le secteur nordique du Lioran.

La piste varient de 1195 à 1300 mètres d'altitude dans le cirque glaciaire de Font d'Alagnon . Elle est accessible aux skieurs et aux raquetteurs.
| Nom de la piste                   | Couleur de la piste | Longueur |
| --------------------------------- | ------------------- | -------- |
| La voie blanche du Bec de l'Aigle | Rouge               | 3.4 km   |

### Raquette et Ski de Randonnée Nordique à Prat de Bouc / Le Ché / Cézens
Huit  parcours de Raquettes et Randonnées Nordiques sont aménagés et balisés, dans les bois ou sur les crêtes, totalisant une trentaine  de kilomètres.
| Nom | Longueur |
| --- | -------- |

Grands Espaces               3,5 km 
Le Buron du Joaniol Haut    3,6 km 
Le Puy de Prat de Bouc   3,5 km 
Évasion nordique             12 km 
Le point de vue                 0.8 km 
La Croix du Ché                0,8 km
Le Trappeur au Ché          6 km 
L' épie  (Secteur Cézens)  6, 5 km
Les Traces (Secteur Cézens) 3 km

## Histoire
En 1970, le ski de fond connaît un essor considérable. Les foyers de ski de fond sont nombreux et dispersés sur le territoire sans coordination ni véritable structure d’accueil. En 1982, le premier domaine nordique auvergnat, Lioran - Haute Planèze, est créé. Il rejoint en 1987 la station du Lioran.
Avec les communes de Valuéjols, Paulhac, Murat et Coltines, le Syndicat Intercommunal de gestion du domaine nait en 1983. Ces communes sont rejointes en 1986 par Albepierre-Bredons et Laveissenet puis en 1987 par Laveissière, Mandailles-Saint-Julien (qui partira en 1994) et Saint-Jacques-des-Blats.
Ce Syndicat Intercommunal Lioran - Haute Planèze est dissous en juin 2013.
En 2020-21, la crise sanitaire lui a redonné du sens.